# Joe Speedboot
Joe Speedboot is de vierde roman van Tommy Wieringa en kwam uit in 2005. Dit betekende zijn doorbraak bij het grote publiek. Joe Speedboot werd genomineerd voor de AKO Literatuurprijs, de Gouden Uil, de Libris Literatuur Prijs, de Literatuurprijs Gerard Walschap, NS Publieksprijs en de Prijs voor het mooiste boekomslag.
Het boek is opgedragen aan Rutger Boots.

## Verhaal
De veertienjarige Fransje Hermans is net - permanent - in een rolstoel beland. Hij was in slaap gevallen in een maisveld  en werd vervolgens overreden door het wiel van een cyclomaaier, waardoor hij zijn rug brak en zijn borstkas verbrijzeld werd. Hij kan alleen zijn rechterarm nog bewegen en niet meer verstaanbaar praten. Het verhaal wordt verteld vanuit zijn gedachtes en fantasieën en begint in een ziekenhuis in het fictieve dorpje Lomark, wanneer Fransje tweehonderdtwintig dagen niet bij kennis is geweest, al hoort hij alles wat er gezegd wordt. Zo hoort hij van een zekere leeftijdsgenoot genaamd 'Joe Speedboot'. Diens vader stierf toen hij tijdens de verhuizing naar Lomark door de voorruit van de verhuiswagen vloog, toen die een huis binnenreed. Sinds Joe in Lomark woont, zijn er om de zoveel tijd enorme ontploffingen te horen. Een jaar later is er een kermis in het stadje en Fransje wordt door zijn broers Dirk en Sam in een oude verlaten boerderij gezet, omdat ze hem niet mee willen nemen naar de kermis. Wat ze niet weten is dat Joe hier zijn bommen maakt. Zo begint een vriendschap tussen Fransje, Joe, de sprekend op Heinrich Himmler lijkende Christof (hij woonde in het huis waar de vrachtwagen binnenreed en is Joe's beste vriend) en Engel (hij helpt Fransje met plassen omdat Fransje zelf te spastisch is om goed te richten). Het boek vertelt het verhaal van vriendschap, liefde, rivaliteit, de eindeloze fantasie van vier jongens en hun gedeelde bewondering voor het uit Zuid-Afrika naar Lomark verhuisde meisje PJ (Picolien-Jane) Eilander. Eén voor één zien ze hun dromen vervallen in illusies.

## Lomark
Lomark is een fictief dorp in het boek. Lomark heeft veel overeenkomsten met de Over-Betuwse stad Huissen, zoals het dorpje Loo, de weg naar de pont naar Duiven ('Lange Nek' in het boek), de betonfabriek bij de zandafgraving (in het boek een asfaltfabriek), het landelijk gebied De Omval (in het boek "Achterom" genoemd) en het industriegebied Looveer. Huissen heeft als historisch symbool een zwaan ("Zwaon kleef aon!"), Lomark een haan ("Ut was de hoan die kroanig blef"). Verder vermeldt het boek historische feiten als het bombardement tijdens de Tweede Wereldoorlog, inclusief de voltreffer op het Looveer en een schuilkelder.
Wieringa schreef het boek in het klooster van de dominicanen in Huissen.

## Herdrukken
Het boek werd in 2009 door Noordhoff herdrukt in de boekenreeks Grote Lijsters. In 2024 werd het boek herdrukt door Stichting Collectieve Propaganda van het Nederlandse Boek voor de boekencampagne Heel Nederland Leest.

## Verfilming
Producent IJswater Films begon in 2005 met de voorbereidingen van de verfilming van Joe Speedboot. Wieringa en IJswater kregen daarop een diepgaand meningsverschil. Wieringa kon zich niet in het scenario van IJswater vinden. De schrijver meende dat het zijn verhaal banaliseerde en daagde de maatschappij voor de rechter. Het meningsverschil escaleerde dusdanig dat de rechter een uitspraak moest doen. Op 27 maart 2008 oordeelde de rechtbank dat IJswater Films niet het recht heeft om tot verfilming van Wieringa's bestseller over te gaan. 
In 2024 werd bekendgemaakt dat de roman toch nog wordt verfilmd, door Baldr Film. De titelrol wordt gespeeld door Tobias Kersloot. De opnames kwamen echter al snel stil te liggen, aangezien Daan Buringa, die in de film de rol van Fransje Hermans vertolkt, zijn arm brak. Daardoor is de release van de film verschoven van najaar 2025 naar voorjaar 2026.